# Pomasia sparsata
Pomasia sparsata là một loài bướm đêm trong họ Geometridae.